# Marie-Catherine Homassel Hecquet
Marie-Angélique Memmie Le Blanc (c. 1712 em Wisconsin?, Louisiana Francesa – 15 de dezembro de 1775 em Paris, França) foi uma criança selvagem da França do século XVIII conhecida como A Garota Selvagem de Champanha, A Donzela de Châlons, ou A Criança Selvagem de Songy.
Seu caso é mais controverso que o de algumas outras crianças selvagens porque alguns estudiosos modernos o consideram total ou parcialmente fictício. No entanto, em 2004, o autor francês Serge Aroles argumentou que era de fato autêntico, após passar dez anos realizando pesquisas arquivísticas na história francesa e americana.
Aroles especula que Marie-Angélique sobreviveu por dez anos vivendo selvagem nas florestas da França, entre os nove e dezenove anos de idade, antes de ser capturada por aldeões em Songy em Champanha em setembro de 1731. Ele afirma que ela nasceu em 1712 como uma nativa americana do povo Meskwaki (ou "Fox") no que hoje é o estado centro-oeste americano de Wisconsin e que morreu em Paris em 1775, aos 63 anos. Aroles encontrou documentos arquivísticos mostrando que ela aprendeu a ler e escrever na idade adulta, tornando-a única entre as crianças selvagens.

## História
Foi dito que Le Blanc foi vista pela primeira vez invadindo um pomar de maçãs vestindo apenas trapos e empunhando um porrete de madeira. Quando caçadores enviaram seus cães de caça atrás dela, Le Blanc os repeliu com seu porrete. Um nobre havia dado ordens para que ela fosse apreendida, o que os caçadores conseguiram realizar.

## Relatos contemporâneos
A história da vida de Marie-Angélique na natureza foi divulgada em meados do século XVIII tanto na França quanto na Grã-Bretanha através de uma breve biografia em panfleto dela pela escritora francesa Marie-Catherine Homassel Hecquet editada pelo cientista-explorador francês Charles-Marie de la Condamine e publicada em Paris em 1755. Isso apareceu em uma tradução inglesa em 1768 como An Account of a Savage Girl, Caught Wild in the Woods of Champagne. No entanto, não estava livre de erros, pois dava a idade de Marie-Angélique no momento de sua captura como dez anos, embora agora se especule que fosse dezenove.
Entrevistas com a própria Marie-Angélique foram registradas pelo cortesão real francês e diarista Charles-Philippe d'Albert, Duque de Luynes (1753), o poeta francês Louis Racine (c. 1755) e o filósofo-juiz escocês James Burnett, Lord Monboddo (1765). Além disso, relatos sobre ela foram publicados pelos naturalistas franceses Georges-Louis Leclerc, Conde de Buffon (1759) e Jacques-Christophe Valmont de Bomare (1768), Lord Monboddo (1768) (1773) e (1795), o advogado-antiquário de Châlons Claude-Rémy Buirette de Verrières (1788) e o historiador francês Abel Hugo (1835).

## Marie-Catherine Homassel Hecquet
Marie-Catherine Homassel-Hecquet (12 de junho de 1686 – 8 de julho de 1764) foi uma autora biográfica francesa da primeira metade do século XVIII. Ela era esposa do comerciante de Abbeville Jacques Homassel e a semi-anônima "Madame H–––t" que publicou uma biografia em panfleto da famosa criança selvagem Marie-Angélique Memmie Le Blanc, Histoire d'une jeune fille sauvage trouvée dans les bois à l'âge de dix ans, em Paris em 1755. Isso apareceu em uma tradução inglesa em 1768 como An Account of a Savage Girl, com um prefácio do filósofo-juiz escocês James Burnett, Lord Monboddo, que antecipa algumas das teorias evolucionárias posteriores do cientista inglês Charles Darwin.
No entanto, o quanto da Histoire d'une jeune fille sauvage a própria Hecquet escreveu não está claro e a obra às vezes foi atribuída ao cientista-explorador francês Charles-Marie de la Condamine, embora o próprio La Condamine tenha negado publicamente sua autoria. A biografia foi anunciada em Paris em 1755 como "Brochure in-12 de 72 pag. Prix 1 liv." ("Panfleto in duodécimo de 72 páginas. Preço 1 libra francesa") e foi vendida em lojas da cidade para fornecer uma pequena renda para a própria Marie-Angélique.
Na época, La Condamine descreveu Hecquet como "uma viúva, que vive perto de St. Marceau e, tendo conhecido e se tornado amiga da garota após a morte de M. o Duque de Orleans que a protegia, se esforçou para escrever sua história". Muito pouco mais se sabe sobre ela além do fato de que era correspondente e amiga de infância de Marie-Andrée Regnard Duplessis (1687–1760), uma freira e madre superiora do convento Hôtel-Dieu em Montreal. Na velhice, acredita-se que tenha entrado em retiro religioso em local desconhecido, talvez como freira.

## Avaliações modernas
A história da vida de Marie-Angélique permanece pouco conhecida em países de língua inglesa e parecia ter sido quase esquecida na França até muito recentemente, com a publicação dos artigos e livro de Julia Douthwaite. Foi destaque em transmissões do canal de rádio francês Europe1 em 2011 e pelo canal France Inter em 2012.
O cirurgião-autor francês Serge Aroles resume a vida de Marie-Angélique em seu segundo livro, L'Enigme des enfants-loups: Une certitude biologique mais un déni des archives 1304–1954 (Paris, Editions Publibook, 2007):
Estes arquivos [aqueles estudados pelo próprio Aroles] sugerem que a única criança selvagem a ter sobrevivido nas florestas por tanto tempo quanto dez anos sem deterioração irreversível do corpo ou mente foi uma ameríndia do povo dos 'Renards' ou 'Fox'. Ela foi trazida para a França do Canadá por uma dama que infelizmente chegou [de navio] em Marselha durante a epidemia de peste bubônica na Provença em 1720.

Tendo escapado da peste que deveria tê-la matado, Marie-Angélique caminhou milhares de quilômetros através das florestas do reino da França antes de ser capturada em 1731 na província de Champanha em estado de selvageria. Durante estes dez anos, ela não viveu com lobos, mas sobreviveu a eles resistindo a seus ataques com um porrete de madeira e outra arma [um bastão longo com uma ponta de metal afiada] que ela encontrou ou roubou. Quando foi capturada, esta caçadora de pele escura, peluda e com garras mostrava algumas características de regressão (ela se ajoelhava para beber água e tinha movimentos oculares laterais regulares, semelhantes ao nistagmo, resultado de uma vida vivida em estado de alerta permanente). No entanto, esta garota superou um desafio extremo mais difícil que o frio, lobos ou fome: ela recuperou a faculdade da fala humana após dez anos de mutismo.
Apesar da especulação de Aroles de que ela tinha 19 anos quando foi capturada, um texto impresso [Histoire d'une jeune fille sauvage de Hecquet] afirmava que ela tinha dez. Seu renascimento intelectual foi importante: ela aprendeu a ler e escrever, tornou-se freira por um tempo em uma abadia real, ficou desamparada, foi socorrida financeiramente pela Rainha da França (esposa de Luís XV), manteve sua dignidade diante de sua longa batalha contra uma doença, e morreu relativamente rica, como mostra o inventário de seus bens.

O filósofo escocês Monboddo, que entrevistou Marie-Angélique em 1765, a considerava a pessoa mais extraordinária de seu tempo. No entanto, esta mulher foi esquecida; ela desaparece, por mais de dois séculos, por trás de todas as heroínas da ficção.